# Крупско-Ульяновский
Кру́пско-Улья́новский — хутор в Кировском районе (городском округе) Ставропольского края Российской Федерации.

## География
Расстояние до краевого центра: 169 км. Расстояние до районного центра: 23 км.

## История
Образован 10 октября 1925 года
До 1 мая 2017 года хутор входил в упразднённый  Старопавловский сельсовет.

## Население
| 1926 | 1989 | 2002 | 2010 | 2014 |
| ---- | ---- | ---- | ---- | ---- |
| 194  | ↗538 | ↗607 | ↘486 | ↗500 |

По данным переписи 2002 года, 88 % населения — русские.

## Инфраструктура
- Детский сад № 26 «Колокольчик»
- Фельдшерско-акушерский пункт[10]
- Эксплуатационный участок Малка-Кура — филиал Управления эксплуатации межреспубликанских магистральных каналов

## Культура
Вокальный коллектив «Хуторянка». Основан 12 марта 2001 года.

## Религия
- Молитвенная комната в честь иконы Пресвятой Богородицы «Неупиваемая чаша». Основана в мае 2012 года[12].

## Кладбище
- Кладбище хутора Крупско-Ульяновский (общественное открытое). Участок расположен примерно в 359 к северо-востоку от здания почты (ул. Лесная, 9). Площадь участка 5582 м²[13].

## Памятники
- Братская могила советских воинов, погибших в борьбе с фашистами. 1942—1943, 1946 года[14]